# De wereld van Boudewijn Büch
De wereld van Boudewijn Büch was een Nederlands televisieprogramma van de VARA op Nederland 3. In totaal zijn er tussen 31 juli 1988 en 21 augustus 2001 ruim 176 uitzendingen uitgezonden.

## Inhoud
Schrijver en televisiemaker Boudewijn Büch werd door dit programma bekend bij het Nederlandse publiek. In zijn reisprogramma reisde hij af naar de meest afgelegen plekken van de wereld. Terugkerende onderwerpen bleven zijn eigen fascinaties: Goethe, Mick Jagger, Elvis Presley, Buddy Holly, de dodo en de eilanden waaronder ook zeer afgelegen eilanden. Ter plaatse schafte hij wat boeken aan over de betreffende locatie en een dag later legde hij aan zijn cameraman, de geluidsvrouw, een technicus en de kijkers uit wat hij daarin had gelezen. Ook bezocht hij regelmatig bibliotheken en musea waar hij gesprekken voerde met de medewerkers.
Opvallend was dat als hij na een lange reis eindelijk op de plaats van bestemming was aangekomen hij soms verzuchtte: Het is hier eigenlijk helemaal niks! Dit was onder meer het geval in Amarillo waar hij de weg die naar deze plaats leidt, die voorkwam in het nummer (Is This the Way to) Amarillo van Tony Christie, bezocht maar toen hij daar eenmaal was aangekomen stond hij, gefilmd door zijn cameraman, eenzaam langs een drukke stoffige weg midden in het niemandsland.
Een andere opvallende uitspraak was zijn verbazing bij een bezoek aan Kangaroo Island: Ik sta hier op Kangaroo eiland maar ik mis hier iets! (hij bedoelde de kangoeroe die echter daar niet voorkomt. Hier komt alleen de veel kleinere Kangaroo Island-kangoeroe voor).  
Kenmerkend voor de reisprogramma's was Büchs fanatieke, aanstekelijke interesse voor de vele historische en culturele onderwerpen die erin behandeld werden.
In de tv-gids VARA TV Magazine schreef hij onder meer waarover de eerstvolgende uitzending zou gaan.

## Podcast
Vrijwel alle tv-afleveringen van De wereld van Boudewijn Büch van Büch zijn nu ook als podcast terug te luisteren.

## Afleveringen
Van deze televisieserie zijn in 2004 en 2005 drie dvd-boxen uitgebracht die een compleet beeld geven van de oorspronkelijke uitzendingen.
- De fascinaties van Boudewijn Büch, serie 1 (De dodo, eilanden, schrijvers)
- De fascinaties van Boudewijn Büch, serie 2 (Goethe, oorlog, bibliotheken, natuurhistorie)
- De fascinaties van Boudewijn Büch, serie 3 (Dieren, ontdekkingsreizen, de dood)